# 甘博

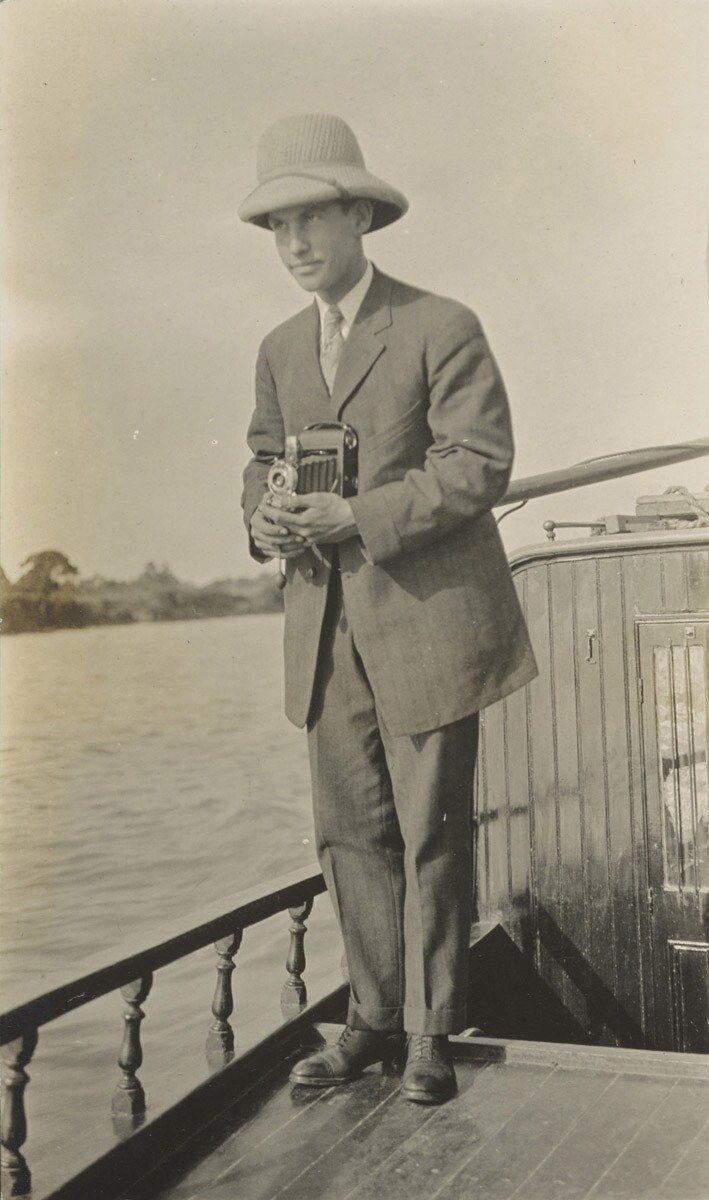
西德尼﹒甘博手持相机站在甲板上

甘博（英語：Sidney David Gamble，1890年7月12日—1968年3月29日），美国社会学家。他曾四度前往中国，其间拍摄过大量有关中国的珍贵照片。

## 生平
甘博出生于俄亥俄州辛辛那提，他是宝洁公司创始人詹姆斯·甘布尔之孙。1908年他曾与父母一同到中国旅行。1912年甘博以极优等（magna cum laude）成绩毕业于普林斯顿大学，获文学学士学位。此后赴柏克莱加州大学学习劳动经济学与工业经济学。
1917年至1919年间他作为基督教青年会干事来到北京。他在中国进行了许多社会调查，并在步济时（John Stewart Burgess）协助下出版了《北京社会调查》（Peking: A Social Survey）一书。1924年至1927年他再次来到中国，期间他调查了283户家庭，并于1933年出版《北平的中国家庭是怎样过活的》（How Chinese Families Live in Peiping）一书。此后，他由于对晏阳初的定县实验很感兴趣，于1931年至1932年间第四次来到中国进行社会调查。回到美国后，他撰写了《定县：一个华北乡村社区》（Ting Hsien: A North China Rural Community，1954年）与《华北乡村》（North China Villages，1963年）等书。而另一本《定县秧歌选》（Chinese Village Plays）则是在他去世后的1970年才出版。
他还曾任基督教青年会全国理事会成员，教会世界服务社主席、名誉主席，梅西基金会执委会主席，普林斯顿在亚洲主席、名誉主席等职。